# Теракт в Оклахома-Сити
Террористи́ческий акт в Оклахо́ма-Си́ти — террористическая акция, совершённая в Оклахома-Сити (штат Оклахома, США) 19 апреля 1995 года и до событий 11 сентября 2001 года являвшаяся крупнейшим терактом на территории США.
В результате взрыва заминированного автомобиля было разрушено административное здание имени Альфреда Марра, погибли 168 человек, в том числе 19 детей в возрасте до 6 лет, и получили ранения более 680 человек. Взрыв разрушил или повредил 324 здания в радиусе 16 кварталов, уничтожил 86 автомобилей и выбил стёкла домов в радиусе 3 миль (4,5 км). Общий ущерб от взрыва оценивается в 652 миллиона долларов.
Официальное расследование стало самым большим уголовным расследованием в истории США до расследования терактов 11 сентября: агенты ФБР провели 28 тысяч опросов, собрали около 3,2 тонны материальных улик и проанализировали более 15 миллионов документов. По результатам следствия было установлено, что организаторами теракта были придерживавшиеся ультраправых взглядов Тимоти Маквей и Терри Николс, стремившиеся отомстить за осаду в Уэйко и события, произошедшие в Руби-Ридж, приурочив теракт ко второй годовщине смертей в Уэйко. Маквей был арестован на шоссе спустя полтора часа после взрыва полицейским Чарли Хэнгером за отсутствие автомобильного номера и нелегальное владение огнестрельным оружием. Николс был арестован после установления судебными экспертами причастности его и Маквея к теракту, после чего обоим были предъявлены обвинения в течение нескольких дней.
Суд состоялся в 1997 году и приговорил Маквея к смертной казни путём смертельной инъекции (приговор приведён в исполнение 11 июня 2001 года), а Николса — к 161 сроку пожизненного заключения без возможности освобождения. Свидетелями по делу проходили Майкл и Лори Фортье, давшие показания против Маквея и Николса и впоследствии судимые как сообщники. Майкл также был приговорён к 12 годам тюрьмы за умышленное сокрытие от правительства сведений о готовящемся теракте, а Лори была освобождена от уголовной ответственности за сотрудничество со следствием. Как и другие крупномасштабные террористические акции, взрыв в Оклахоме создал почву для слухов и теорий заговоров, отвергающих официальную версию.
Теракт подтолкнул правительство США на срочное принятие нового закона об охране федеральных зданий, благодаря которому в период с 1995 по 2005 г. было предотвращено более 60 потенциальных терактов на территории США. В апреле 2000 года на месте здания Альфреда Марра был открыт мемориальный комплекс памяти жертв теракта.

## Планирование

### Мотивация

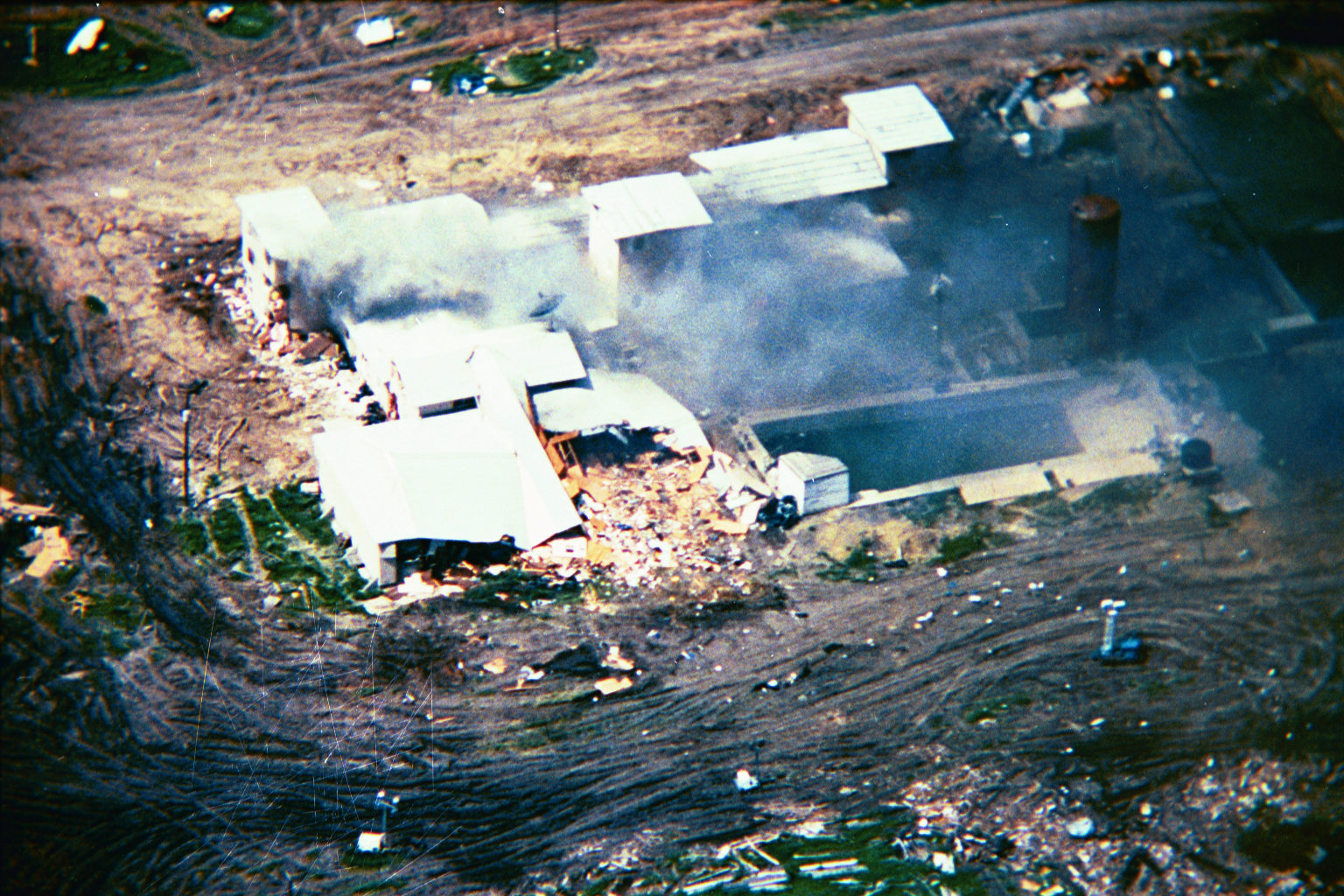
Маквей и Николс указали действия правительства в отношении членов секты «Ветвь Давидова» во время «осады Уэйко» (на фото) в качестве причины взрыва в Оклахома-Сити.

Главные заговорщики, Тимоти Маквей и Терри Николс, познакомились в 1988 году в Форт-Беннинге во время курса молодого бойца армии США.
Майкл Фортье, сообщник Маквея, был его соседом по комнате. Всех их объединяли антиправительственные взгляды, недовольство законодательством о контроле над огнестрельным оружием и интерес к сурвивализму. Также они выражали недовольство по поводу действий ФБР в отношении Рэнди Уивера во время событий в Руби Ридж в 1992 году и осады поместья «Маунт Кармел»: 51-дневного противостояния между ФБР и членами секты «Ветвь Давидова», завершившегося гибелью 76 членов секты, включая её лидера Дэвида Кореша. В марте 1993-го Маквей присутствовал в Уэйко на месте конфликта и посещал его после завершения столкновения. Позже Маквей принял решение отомстить правительству за события в Уэйко, взорвав федеральное здание.

### Выбор цели
Изначально Маквей планировал лишь уничтожить здание, однако потом решил, что послание будет более убедительным, если при взрыве погибнет большое количество людей. Критерием отбора было наличие в здании, как минимум, двух из трёх исполнительных агентств: Бюро алкоголя, табака, оружия и взрывчатых веществ (ATF), Федерального бюро расследований (ФБР) или Управления по борьбе с наркотиками (DEA). Наличие других исполнительных агентств, таких, как Секретная служба США или Служба маршалов США, воспринималось Маквеем как бонус. Маквей, проживавший в городе Кингман, штат Аризона, рассматривал цели в штатах Миссури, Техас, Арканзас и Аризона. В автобиографии Маквей указал, что хотел минимизировать потери среди людей, не связанных с правительством. Например, он отказался от взрыва 40-этажного правительственного здания в Литл-Роке (Арканзас) из-за наличия в здании цветочного магазина на первом этаже. Однако, как сказал прокурор Маквея, тот «осмотрел здание в Оклахома-Сити и не заметил, что там также были детский сад, служба социального обеспечения и кредитный союз».
В декабре 1994 года Маквей и Фортье посетили Оклахому-Сити, чтобы изучить цель: здание Альфреда П. Марра. Девятиэтажное здание, построенное в 1977 году и названное в честь федерального судьи Альфреда Марра, вмещало 14 федеральных агентств, включая DEA, ATF, службу социального обеспечения и вербовочные пункты армии и морской пехоты.
Здание Марра было выбрано из-за стеклянного фасада, осколки которого должны были рассеяться по близлежащей большой парковке без нанесения большого ущерба рядом стоящим неправительственным зданиям. Кроме того, Маквей считал, что открытая местность перед зданием позволит сделать более качественные фотографии для пропагандистских целей. Дата взрыва была запланирована на 19 апреля 1995 года и была приурочена к годовщине событий в Уэйко и 220-й годовщине битв под Лексингтоном и Конкордом.

### Сбор материалов
Для создания бомбы Маквей и Николс покупали или крали нужные компоненты, которые потом хранили во взятых в аренду сараях. В августе 1994 года Маквей приобрёл два комплекта взрывчатки у арканзасского торговца оружием Роджера Мура. Впоследствии один был использован при взрыве в Оклахома-Сити, а второй — спрятан в неизвестном месте для запланированного «утвердительного» теракта. 30 сентября 1994 года Николс купил сорок 50-фунтовых (22,7 кг) мешков нитрата аммония — количество, большое даже для фермера — в городе Мак-Ферсон, Канзас, а 18 октября докупил ещё один мешок. Маквей попросил у Фортье помощи в подготовке бомбы, но тот отказался.
Маквею и Николсу также приписывается ограбление дома Роджера Мура на сумму около 60 тысяч долларов. Грабители вынесли оружие, золото, серебро и драгоценности и увезли их в фургоне, принадлежавшем жертве. Несмотря на то, что Маквей ранее посещал ранчо Мура, причастность его и Николса к ограблению ставится под вопрос: грабители были в лыжных масках, лишающих возможности их идентификации, а описание телосложения, данное Муром, явно не соответствовало телосложению Николса. Помимо этого, в районе, где проживал Мур, в то время орудовали грабители из неонацистской группировки «Арийская Республиканская Армия». Более того, сама необходимость ограбления для Маквея весьма сомнительна: в общей сложности, бомбу он собрал всего примерно за 5 тысяч долларов. Арендованный грузовик стоил 250 долларов, удобрения — порядка 500, нитрометан — 2780, а для побега с места происшествия использовалась дешёвая личная машина. Маквей даже написал Муру письмо, где утверждал, что ограбление было совершено агентами правительства. Однако, несмотря на все сомнения, украденные предметы были найдены в доме Николса и во взятом им в аренду сарае.
В октябре 1994 года Маквей показал Майклу Фортье и его жене Лори схему бомбы, которую он хотел создать. Маквей планировал соорудить бомбу, содержащую более 5 тысяч фунтов нитрата аммония (2,26 т), 1200 фунтов (907 кг) жидкого нитрометана и 350 фунтов (158 кг) товекса, современного аналога динамита. Общий вес бомбы, включая шестнадцать 55-галлонных (208 л) бочек для транспортирования взрывчатого вещества, должен был составлять более 7 тысяч фунтов (почти 3,2 тонны). Изначально Маквей хотел использовать ракетное топливо гидразин, но оно оказалось чрезмерно дорогим. Маквей приобрёл три 208-литровые бочки нитрометана в октябре 1994 года, выдав себя за мотогонщика, которому необходимо топливо для его мотоклуба.
Думайте о людях как о штурмовиках из «Звёздных войн». Поодиночке они могут быть невинны, но они виновны в том, что работают на Империю Зла.
Маквей взял в аренду склад, где хранил семь ящиков 18-дюймовых (46 см) товексовых шашек, 80 катушек огнепроводного шнура, и 500 электрических капсюль-детонаторов, которые они с Николсом украли из забоя в Мэрионе, Канзас. Он решил не красть ничего из найденных там же 40 тысяч фунтов (18 т) АСДТ, так как посчитал, что эта взрывчатка будет недостаточно мощной (хотя позже достал 17 мешков АСДТ в другом месте для создания бомбы). Маквей сделал прототип бомбы из пластиковой бочки из-под напитка Gatorade, небольшого количества нитрата аммония, нитрометана, куска товексовой шашки и капсюль-детонатора. Прототип был успешно испытан далеко в пустыне в условиях секретности. Позже, говоря о спокойной целеустремлённости, с которой он вёл приготовления, Маквей сказал: «Убивать учишься в армии. Меня ждут последствия, но ты учишься их принимать». Он сравнил свои действия с атомными бомбардировками Хиросимы и Нагасаки, аргументируя свой поступок желанием избежать бо́льших потерь.
14 апреля 1995 года Маквей оплатил номер в мотеле Dreamland в Джанкшен-Сити, Канзас. На следующий день он взял в аренду грузовик под именем Роберта Клинга, псевдоним, который он взял себе, помня о похожем на него сослуживце по фамилии Клинг и потому, что фамилия напоминала ему о воинах-клингонах из сериала «Звёздный путь». 16 апреля он с Николсом выехал в Оклахома-Сити, где запарковал машину в нескольких кварталах от здания Альфреда Марра. Камера безопасности близлежащего жилого дома «Ридженси Тауэрс» записала движение пикапа Николса к зданию Марра. Сняв с машины номера, Маквей оставил на стекле закрывавшую идентификационный номер автомобиля записку: «Не брошено. Пожалуйста, не буксируйте. Передвину до 23 апреля (требуется аккумулятор и трос)». После этого Маквей и Николс вернулись в Канзас.

### Создание взрывного устройства
17—18 апреля 1995 года Маквей и Николс загрузили 108 мешков нитрата аммония, три бочки нитрометана, 17 мешков АСДТ, несколько ящиков товекса, катушки с запальными трубками (всё это хранилось на складе Николса) в арендованный грузовик. После этого они направились к национальному озеру округа Гири (Geary County State Lake), где прибили к полу кузова доски для закрепления бочек и смешали взрывчатые вещества при помощи ведра и напольных весов. Каждая наполненная бочка весила примерно 225 кг.
Маквей увеличил количество взрывчатки с водительской стороны кузова, чтобы в случае необходимости активировать трубку ударного механизма при помощи своего пистолета Glock 21, в случае отказа главного запала.
Во время суда над Маквеем Лори Фортье (жена Майкла Фортье) утверждала, что Маквей говорил о выставлении бочек, необходимом для формирования направленного взрыва. Это было достигнуто путём укрепления алюминиевой боковой стенки грузовика мешками с удобрениями, в результате чего основная сила взрыва была направлена в сторону здания. Бочки со взрывчаткой были выложены в форме буквы «J»; позднее Маквей сказал, что исключительно ради мощности взрыва он бы составил все бочки ближе к зданию, но столь большая, несбалансированная тяжесть могла подломить ось грузовика или перевернуть его  или наклонить грузовик до такой степени, что это привлекло бы внимание.
Затем Маквей добавил систему двойного зажигания со стороны кабины, просверлив два отверстия под сиденьем в кабине и два отверстия в корпусе грузовика. После этого Маквей протянул в кузов два запала в пластиковой оболочке, сделанной из трубок, по типу тех, что используются в рыбных аквариумах. Запалы присоединялись к двум разным капсюль-детонаторам, расположенным в кузове. Трубки были покрашены под цвет грузовика и прилеплены к стенкам грузовика скотчем, чтобы затруднить возможное вырывание шнуров снаружи. Запалы должны были взорвать товексовые шашки, которые, в свою очередь, подорвали бы установленные в особом порядке бочки. Из тринадцати бочек девять содержали смесь нитрата аммония и нитрометана, а в четырёх других было смешано удобрение и примерно 15 литров дизельного топлива. Дополнительные материалы и инструменты, использовавшиеся при создании бомбы, были оставлены в грузовике, дабы быть уничтоженными взрывом. Завершив конструкцию, заговорщики разделились: Николс уехал в родной город Херингтон, а Маквей направился на грузовике в Джанкшн-Сити.

## Взрыв

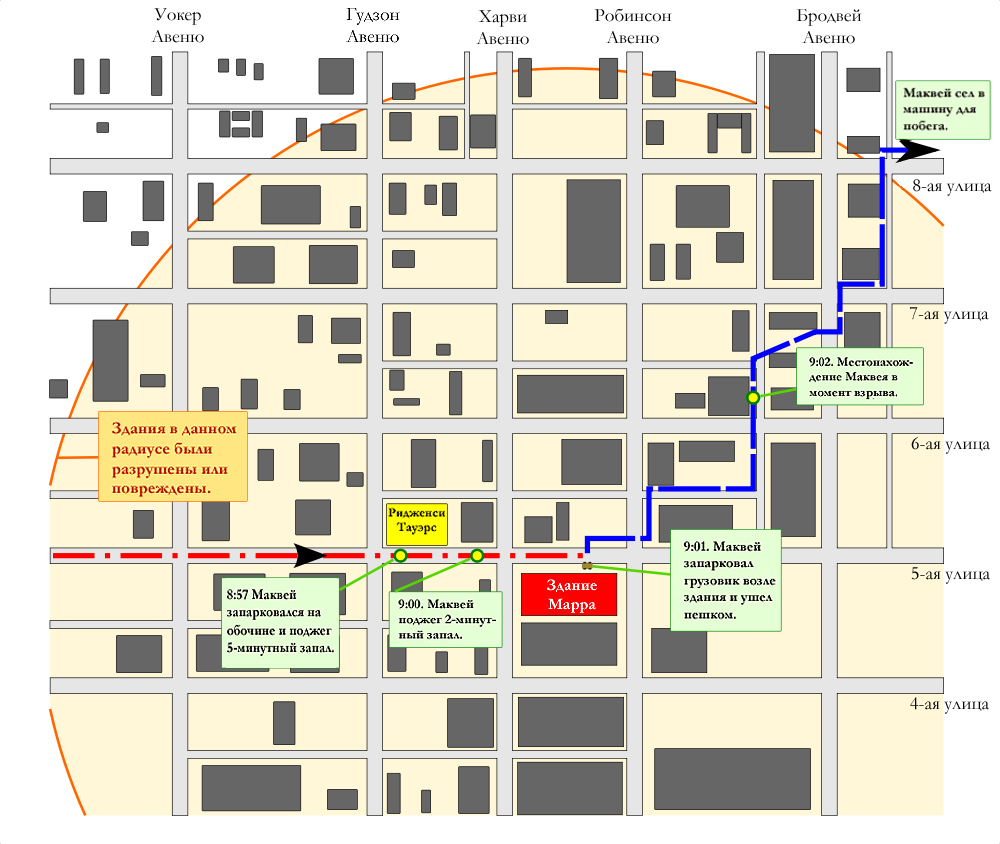
Продвижение Маквея в заминированном грузовике (красная пунктирная линия) и побег пешком (синяя пунктирная линия) в день взрыва. Красным кругом обозначен радиус поражения.

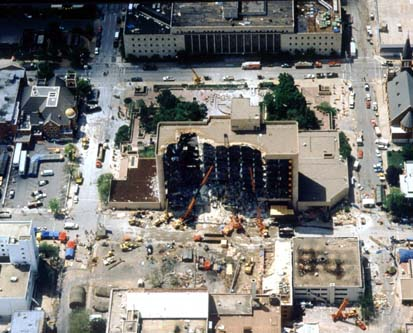
Здание Марра, после взрыва с высоты птичьего полёта.

Изначально Маквей планировал взорвать бомбу в 11 утра, но на рассвете 19 апреля передумал и решил перенести взрыв на 9 утра. Подъезжая к зданию Марра на грузовике, загруженном почти пятью тоннами взрывчатки, он имел при себе конверт со страницами из «Дневников Тёрнера», художественного произведения, повествующего о белых расистах, начинающих революцию путём подрыва штаб-квартиры ФБР в 9:15 утра при помощи заминированного грузовика.
При этом он был одет в футболку с напечатанными лозунгами: девизом штата Вирджиния Sic semper tyrannis («Так всегда будет с тиранами»), который был выкрикнут Джоном Уилксом Бутом после убийства Авраама Линкольна, и «Дерево свободы надо время от времени поливать кровью патриотов и тиранов» (слова Томаса Джефферсона). Также при нём был конверт, содержавший антиправительственные материалы, в том числе наклейку на бампер со словами Сэмюэла Адамса: «Когда правительство боится людей — это свобода. Когда люди боятся правительства — это тирания». Под надписью Маквей нацарапал: «Может быть, теперь наступит свобода!» — и написал на отдельном листе бумаги цитату Джона Локка, утверждающую, что человек имеет право убить того, кто отнимает у него свободу.
Маквей въехал в Оклахома-Сити в 8:50 утра. В 8:57 камеры слежения жилого дома «Ридженси Тауэрс», которые засекли пикап Николса тремя днями ранее, записали продвижение грузовика Маквея по направлению к зданию Марра. В тот же момент Маквей поджёг пятиминутный запал. Через три минуты, находясь в квартале от цели, он поджёг двухминутный запал. Затем он припарковал грузовик в разгрузочной зоне подвальной стоянки, расположенной под детским садом, и, закрыв кабину на ключ, направился к автомобилю, оставленному для побега. Ключи от грузовика он выкинул через несколько кварталов.
В 9:02 утра грузовик взорвался в передней части здания Альфреда Марра. Сотни людей были убиты или получили ранения. Треть здания была уничтожена взрывом, который создал воронку шириной в девять и глубиной в 2,4 метра. Взрыв уничтожил или повредил 324 здания в радиусе 16 кварталов и разбил стёкла в 258 близлежащих зданиях. Одно только битое стекло стали причиной гибели 5 % и ранений 69 % потерпевших, находившихся вне здания Марра. Взрыв уничтожил или сжёг 86 автомобилей, вызвав вторичные взрывы бензобаков и шин. Разрушение зданий оставило несколько сотен человек без крова и много компаний без офисов, нанеся ущерб на сумму, как минимум, в 652 миллиона долларов. Эквивалентная мощность взрыва составила 5000 фунтов (2300 кг) ТНТ. Он был слышен на расстоянии 55 миль (89 км). Сейсмографы в Научном музее Оклахомы, в Оклахома-Сити, 4,3 мили (6,9 км) и Нормане, Оклахома зарегистрировали колебания, равные по силе землетрясению в 3,0 балла по шкале Рихтера.

## Аресты
Изначально ФБР выдвинуло три версии касательно лиц, ответственных за взрыв. Первая — международные террористы, возможно, та же группа, которая осуществила взрывы во Всемирном торговом центре двумя годами ранее. Вторая — месть наркокартелей агентам DEA, чей офис находился в здании. Третья — неонацисты, действующие согласно теориям заговора.

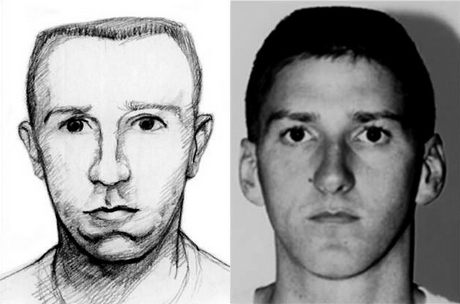
Фоторобот Маквея, созданный ФБР (слева), и Маквей.

Маквей был арестован в течение полутора часов с момента взрыва во время передвижения по шоссе 35 возле Перри, Оклахома, в округе Ноубл. Патрульный полицейский Чарли Хэнгер остановил машину Маквея за отсутствие номеров и арестовал водителя за нелегальное ношение огнестрельного оружия. В качестве домашнего адреса Маквей указал адрес брата Терри Николса, Джеймса, в штате Мичиган.
Оформив арест Маквея, Хэнгер обыскал свою полицейскую машину и нашёл там визитную карточку висконсинского магазина военных товаров, которую Маквей спрятал, уже будучи закованным в наручники. На обороте карточки было написано «TNT at $5 a stick. Need more» («Тротил по 5 долларов за шашку. Надо ещё»). Карточка впоследствии использовалась во время суда над Маквеем в качестве улики.
Используя идентификационный номер грузовика, снятый с одной из осей, оставшихся после взрыва, и остатки номеров, федеральные агенты вышли на агентство по аренде грузовиков в Джанкшн-Сити. С помощью владельца, Элдона Эллиота, агенты создали фоторобот Маквея, который также был опознан хозяйкой мотеля Dreamland, Лией Макгеун, которая вспомнила, как Маквей парковал на стоянке большой жёлтый грузовик. Снимая номер, Маквей автоматически подписался своим настоящим именем, несмотря на то, что использовал фальшивые водительские права, уже зарегистрированные в полицейском участке в Перри на момент опроса Макгеун агентами ФБР. Перед тем, как подписать документы в мотеле, Маквей использовал ложное имя, однако, как отметила Макгеун, «люди так привыкают подписываться своим именем, что, когда им нужно подписаться чужим именем, они смотрят вверх, чтобы вспомнить, какое же имя использовать. [Маквей] так и поступил, тогда я с ним заговорила, и это сбило его с толку».

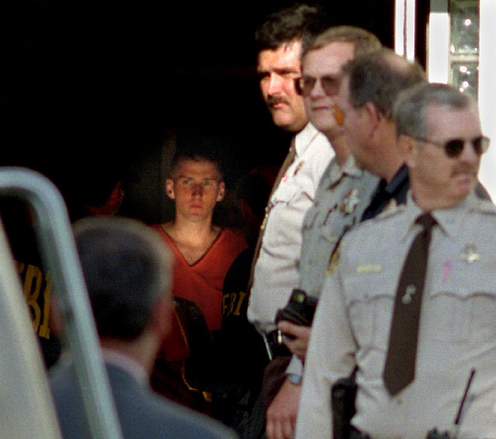
Маквей на выходе из здания суда в Перри, Оклахома, 21 апреля 1995 г.

После слушания в суде по обвинению в незаконном ношении оружия 21 апреля 1995 года, но до освобождения Маквея, федеральные агенты взяли его под арест по подозрению в причастности к теракту. Вместо того, чтобы говорить со следователем о взрыве, Маквей потребовал адвоката. Тем временем вокруг здания тюрьмы стала собираться толпа местных жителей, узнавшая о том, что подозреваемый во взрыве находится внутри. Просьбы Маквея о предоставлении пуленепробиваемого жилета и транспортировки вертолётом были отвергнуты.
Федеральные агенты запросили у судьи ордер на обыск дома отца Маквея, Билла, получив который, сломали в доме дверь и установили подслушивающие устройства в самом доме и на телефоне. Полученная информация наряду с фальшивым адресом, который указал Маквей, была использована для поисков братьев Николсов, Терри и Джеймса. 21 апреля 1995 года Терри узнал, что он находится в розыске, и сдался властям сам.
В его доме следователи нашли улики: нитрат аммония, капсюль-детонаторы, книги по созданию бомб; электрическую дрель, использовавшуюся для взлома замков в забое; книгу «Охотник», написанную Уильямом Лютером Пирсом, основателем и лидером расистской группировки «Национальный альянс», и нарисованную от руки карту центра Оклахома-Сити, на которой были обозначены здание Марра и место, где находился автомобиль для побега. После девятичасового допроса Николс был помещён под стражу до суда. 25 апреля 1995 года его брат Джеймс также был арестован, однако выпущен через 32 дня за недостатком улик. Сестра Маквея, Дженнифер, была арестована по обвинению в незаконной отправке Маквею патронов (согласно американскому законодательству, пересылать боеприпасы могут только зарегистрированные торговцы оружием), однако ей был гарантирован иммунитет от уголовного преследования в обмен на показания против Маквея.
Также был арестован Ибрагим Ахмад, американец иорданского происхождения, направлявшийся из своего дома в Оклахома-Сити к семье в Иорданию. Ахмад был арестован 19 апреля во время так называемого плана «Невод», когда ещё отрабатывалась версия о причастности ближневосточных террористов. Следствие не нашло никаких доказательств причастности Ахмада к теракту, и он был освобождён.

## Жертвы

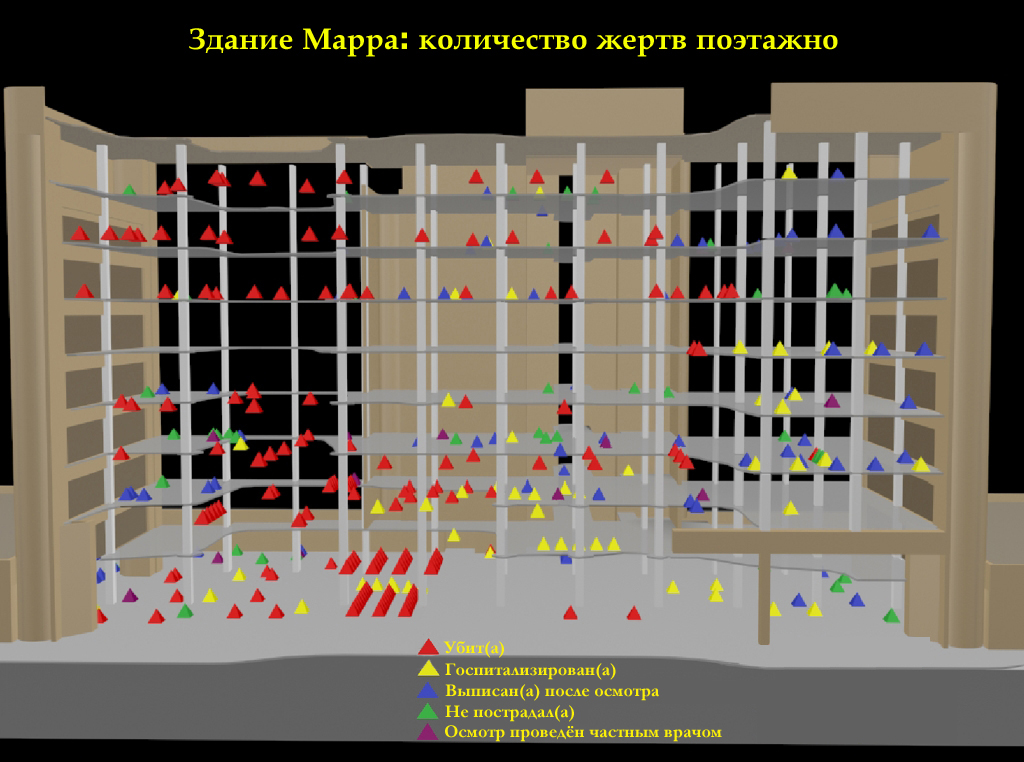
Диаграмма местонахождения людей в здании во время взрыва. Цветовые обозначения: красный — погибшие, жёлтый — госпитализированные, синий — помощь оказана на месте, зелёный — не пострадавшие, лиловый — осмотрены личными врачами.

Согласно подсчётам, на момент взрыва в здании Марра находилось 646 человек. К концу дня теракта было подтверждено 20 смертельных случаев, включая шесть детей, и более ста раненых. В итоге было подтверждено 168 смертей. Также была найдена оторванная нога, не принадлежавшая ни одной из 168 подтверждённых жертв. Таким образом, общее количество погибших, возможно, составляет 169 человек. Большинство людей погибло в результате обрушения здания, а не самого взрыва. Из погибших 163 человека находились в здании Марра, один человек был в соседнем Афинском здании, одна женщина на парковке через дорогу, двое в здании агентства водных ресурсов, и один из спасателей был убит обломком здания во время спасательных работ.
Возраст жертв варьировался от трёх месяцев до 73 лет, не включая плоды трёх беременных женщин. 99 человек являлись работниками федерального правительства. Погибли 19 детей, 15 из которых находились в детском саду America’s Kids Day Care Center. Тела 168 жертв были опознаны во временном морге, расположенном на месте, усилиями группы из 24 экспертов, использовавших для опознания рентген всего тела, зубные слепки, отпечатки пальцев, анализ крови и генетическую дактилоскопию. Более 680 людей получили ранения разной степени тяжести, в основном, ожоги, переломы и царапины.

Маквей позже обосновал смерть детей во время взрыва следующими словами: 
Не я определил правила боя в этом конфликте. Правила, если они не написаны, определяются агрессором. Это было жестоко, никаких ограничений. Женщины и дети погибли в Уэйко и Руби Ридж. В лицо правительству надо тыкать тем же, чем тычут они.

## Помощь пострадавшим

### Спасательные работы

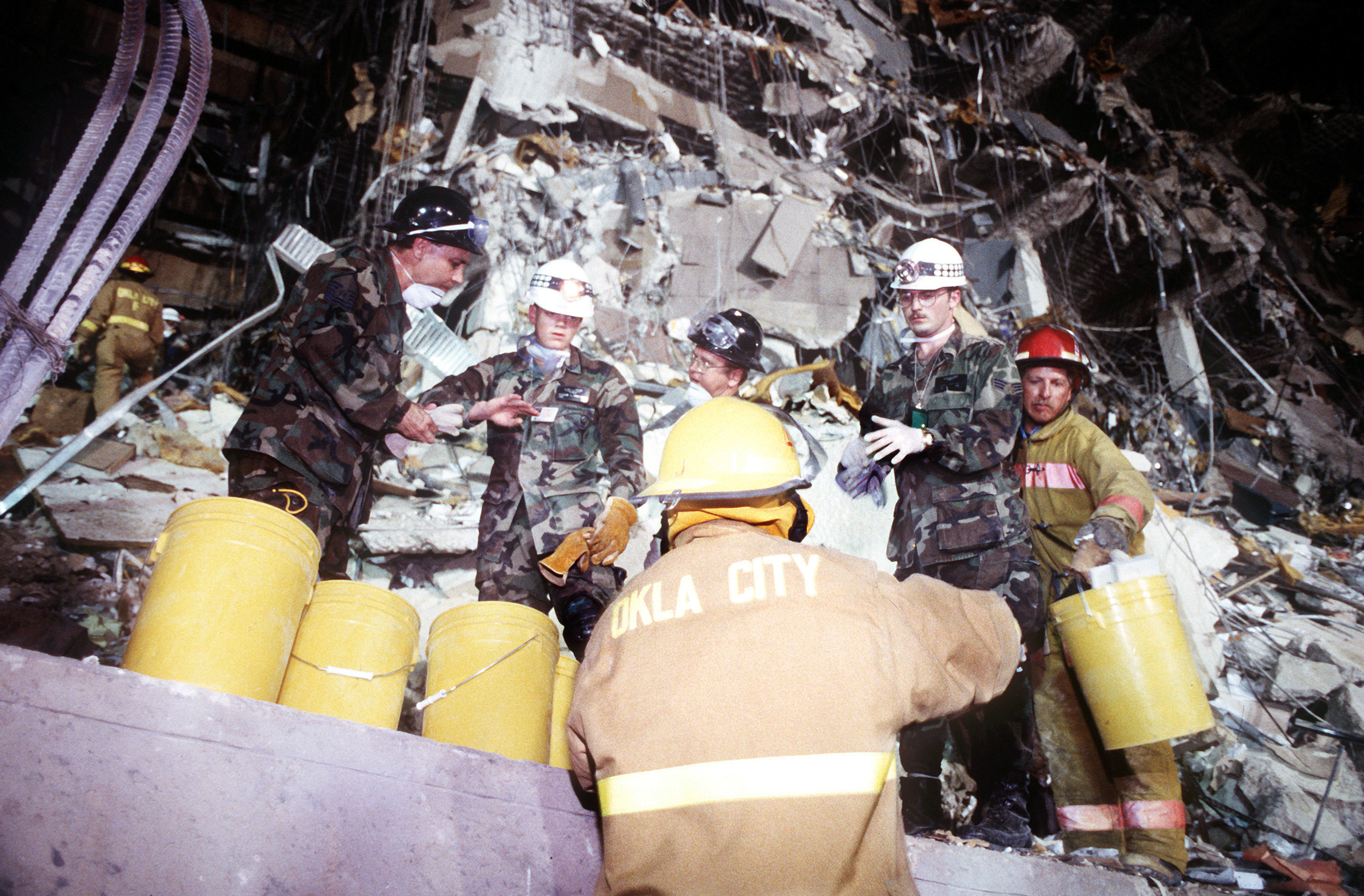
Служащие ВВС США и пожарные разбирают завалы.

В 9:03:25 утра в службу спасения 9-1-1 поступил первый из более чем 1800 звонков, сообщивших о взрыве. К тому времени к месту взрыва уже направлялись автомобили скорой помощи, пожарные машины и полиция. Гражданские лица, находившиеся неподалёку от места взрыва, также поспешили для оказания помощи жертвам и спасательным службам.
Через 23 минуты после взрыва был сформирован чрезвычайный операционный центр штата (SEOC), состоявший из работников сфер публичной безопасности, социальных служб, военных, здравоохранения и образования. Помощь Центру оказывали национальная метеорологическая служба, ВВС США, гражданский воздушный патруль и американский Красный Крест. В течение часа дополнительная помощь прибыла в лице оклахомской Национальной гвардии для обеспечения безопасности и работников департамента гражданских чрезвычайных ситуаций.
За первый час 50 людей были спасены из здания Марра и отправлены во все окружные больницы. В конце первого дня 153 человека получили необходимую медицинскую помощь в больнице Св. Антония, в восьми кварталах от взрыва, более 70 — в Пресвитерианском Госпитале, 41 — в Университетской больнице и 18 — в Детской. Периоды полной тишины устанавливались для поиска выживших при помощи сверхчувствительных приборов, улавливающих сердцебиение. Некоторым пострадавшим, застрявшим под завалами, пришлось ампутировать конечности без наркоза (чего обычно избегают из-за риска смертельной комы). Периодически место приходилось эвакуировать, так как полиция получала звонки о других бомбах, заложенных в здании.

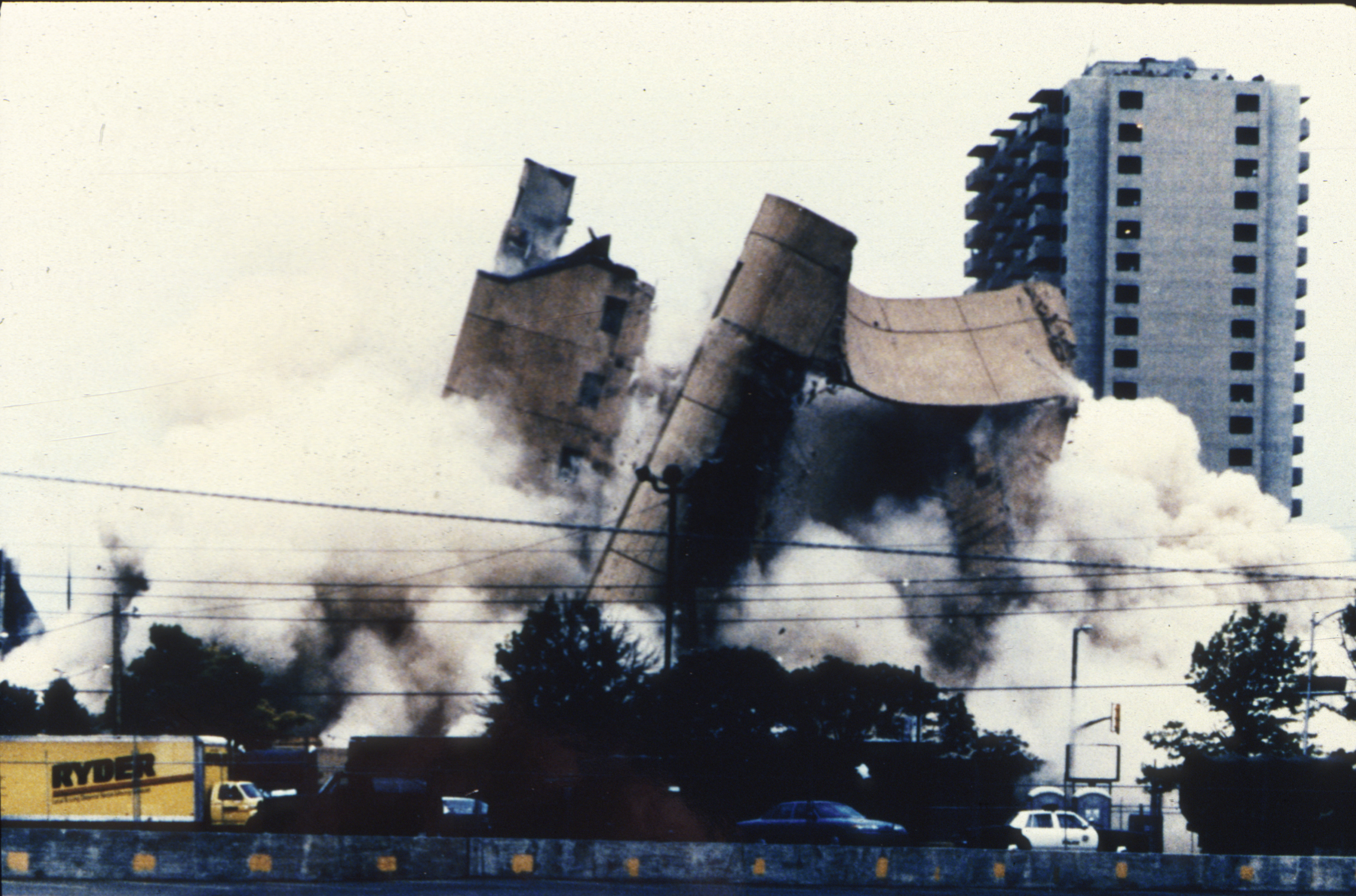
Ликвидация здания Марра 23 мая 1995 г. В левом нижнем углу жёлтый грузовик компании Ryder, подобный тому, что использовался Маквеем при взрыве.

В 10:28 утра спасатели нашли устройство, похожее на бомбу, однако многие из них отказались покинуть здание, пока полиция не приказала эвакуировать всех в радиусе четырёх кварталов. Устройство оказалось трёхфутовым (90 см) ракетным снарядом BGM-71, использовавшимся для тренировки федеральных агентов. Ракета была деактивированной, однако была помечена как «боевая», так как, в числе прочего, использовалась для введения в заблуждение контрабандистов оружием во время облав на последних. В результате спасательные работы продолжились только через 45 минут. Последней найденной выжившей стала 15-летняя девочка, обнаруженная в основании здания в 19:00.
В ликвидации последствий взрыва и оказании помощи пострадавшим приняло участие порядка 12 тысяч человек. Федеральное агентство по управлению в чрезвычайных ситуациях сформировало 11 спасательных поисковых отрядов общим количеством в 665 человек. Одна женщина из числа спасателей была убита во время работ обломком здания, попавшим ей в голову, ещё 26 человек были госпитализированы с различными травмами. Для поисков выживших среди руин было привлечено 24 отряда кинологов, в том числе из других штатов. В попытках найти новых выживших с 24 по 29 апреля с места ежедневно вывозилось от 90 до 320 тонн обломков.
Спасательные работы завершились в 00:05 5 мая. К тому времени были найдены тела всех жертв, за исключением трёх.
В целях безопасности было запланировано уничтожить здание в скором времени. Однако адвокат Маквея, Стивен Джонс, запросил отложить подрыв, пока команда адвокатов не осмотрит место взрыва в процессе подготовки к суду. Более, чем через месяц после взрыва, 23 мая 1995 года в 7:02 утра, здание Марра было окончательно разрушено. Последние три тела, двух работников кредитного союза и их клиента, были найдены после разрушения. Несколько дней после разрушения грузовики вывозили по 730 тонн обломков в день. Некоторые обломки были использованы в качестве улик в суде, другие были вмонтированы в памятники, подарены местным школам или проданы на благотворительных аукционах.

### Гуманитарная помощь
Население США остро отреагировало на теракт, и гуманитарная помощь стала поступать практически сразу же. Было пожертвовано большое количество грузовых тачек, бутылок с водой, наколенников, нашлемных фонарей, дождевиков и даже футбольных шлемов. Объёмы были настолько велики, что это вызвало проблемы с логистикой и хранением вещей, пока не были организованы центры по их сортировке.
Ассоциация ресторанов Оклахомы организовала снабжение пищей, предоставив от 15 тысяч до 20 тысяч обедов за 10-дневный период. Армия спасения предоставила 100 тысяч обедов и выделила более 100 тысяч перчаток, касок, наколенников и дождевиков для спасателей. Было пожертвовано 9 тысяч единиц донорской крови (более 4 тысяч литров), из которых была использована 131 единица, а остальные сохранены в банках крови.

### Помощь правительства
В 9:45 губернатор Фрэнк Китинг объявил чрезвычайное положение и отдал приказ о роспуске всех не критически важных работников в Оклахома-Сити ради их безопасности. Президент США Билл Клинтон узнал о взрыве в 9:30 утра во время своей встречи с турецким премьер-министром Тансу Чиллер в Белом Доме.
До обращения к нации Клинтон намеревался заблокировать вылет всех самолётов из Оклахома-Сити, чтобы отрезать террористам лишний путь к побегу, но потом передумал. В 16:00 Клинтон объявил чрезвычайное положение в Оклахома-Сити и выступил с обращением к нации: 
Взрыв в Оклахома-Сити был атакой [направленной на] невинных детей и беззащитных граждан. Это был акт трусости, и это было зло. Соединённые Штаты не потерпят этого, и я не позволю людям этой страны быть напуганными трусливыми злодеями.
Клинтон объявил национальный траур, приказав спустить флаги на всех федеральных зданиях до половины флагштоков в память о жертвах. Четырьмя днями позже, 23 апреля 1995 года, он произнёс речь, находясь в Оклахома-Сити.
При поддержке федерального правительства был создан Фонд Марра, получивший порядка 300 тысяч долларов федеральных грантов. Более 40 миллионов было пожертвовано частными лицами и компаниями. Изначально фонды были организованы для помощи семьям, которым было необходимо подняться на ноги, а остаток был отложен в трастовый фонд для дальнейших медицинских нужд. На 2005 год неиспользованными оставались 18 миллионов долларов, часть которых была отложена на образование для 219 детей, потерявших при взрыве одного или обоих родителей.

### Международная реакция
Реакция стран была различной. Президент Клинтон получил большое количество сочувствующих посланий от многих зарубежных лидеров, включая королеву Великобритании Елизавету Вторую, президента Палестинской автономии Ясира Арафата и премьер-министра Индии Нарасимха Рао.
Иран осудил теракт как атаку против мирного населения, но также обвинил правительство США в его подстрекании. Член кувейтского парламента Ахмед Бакер заявил: «Это преступление. Ни одна религия и ни один закон не позволяют таких поступков. Погибло много мирных граждан и детей. Это против человеческих прав. Это против логики. Мы, как движение, отвергаем это действие». Также соболезнования выразили Россия, Канада, Австралия, ООН, Евросоюз и другие.
Несколько стран предложили помощь в проведении спасательных работ и расследования. Франция предложила особый спасательный отряд, а премьер-министр Израиля Ицхак Рабин предложил прислать экспертов по антитеррористической деятельности для помощи расследованию. Президент Клинтон отклонил предложение Израиля, решив, что принятие израильского предложения может усилить антимусульманские настроения в стране и поставить под угрозу жизни американских мусульман.

### Влияние на детей
В свете теракта, средства массовой информации уделяли большое внимание факту наличия в здании Марра детского сада. На момент взрыва в США было 100 детских садов, расположенных в федеральных зданиях. Маквей позже заявил, что он не знал о наличии детского сада при выборе здания в качестве цели и, если бы он знал, то «наверно бы, притормозил, чтобы сменить цель. Это очень большой побочный ущерб». Однако ФБР заявило, что Маквей изучил интерьер здания в декабре 1994 года и, скорее всего, знал о наличии детсада до взрыва.
Уроки во всех школах страны были отменены, а сами школы закрыты. Фотография пожарного Криса Филдса с младенцем, Бэйли Элмон, позже скончавшейся в близлежащей больнице, облетела весь мир, будучи перепечатанной во многих изданиях, и стала символом теракта. Работнику коммунального предприятия Чарльзу Портеру, сделавшему её, была присуждена Пулитцеровская премия в 1996 году. Изображения и репортажи СМИ об умирающих детях негативно повлияли на других детей, впоследствии страдавших от посттравматических расстройств.
Президент Клинтон заявил, что, увидев изображения детей, вынимаемых из-под руин, был «вне себя» и хотел «проломить телевизор кулаком». Клинтон и его жена Хиллари потребовали у своих помощников поговорить со специалистами по уходу за детьми, как правильно общаться с детьми по поводу взрыва. Президент Клинтон обратился к стране через три дня после взрыва, сказав: «Я не хочу, чтобы наши дети верили во что-то ужасное о жизни, будущем и взрослых в общем из-за этого ужасного события. Большинство взрослых — хорошие люди, которые хотят защитить своих детей в детстве, и мы поможем им пройти через это». 22 апреля 1995 года Клинтон встретился с работниками более 40 федеральных агентств в Белом Доме, ответив на их вопросы в прямом теле- и радиоэфире.

### Освещение в СМИ
На место взрыва прибыли сотни представителей новостных агентств для освещения события. Пресса немедленно заметила, что дата взрыва совпала со второй годовщиной событий в Уэйко. Однако многие репортажи изначально предполагали причастность исламских террористов, подобных тем, что организовали теракт в 1993 году во Всемирном торговом центре. Некоторые зрители отреагировали на эти репортажи нападениями на мусульман и людей арабского происхождения.
По мере развития событий, интерес СМИ постепенно смещался к расследованию, арестам и суду над Маквеем и Николсом, а также поиску третьего подозреваемого под прозвищем «Джон Доу номер 2». Несколько свидетелей утверждали, что видели с Маквеем второго подозреваемого, не похожего на Николса.

## Суд над террористами и приговор

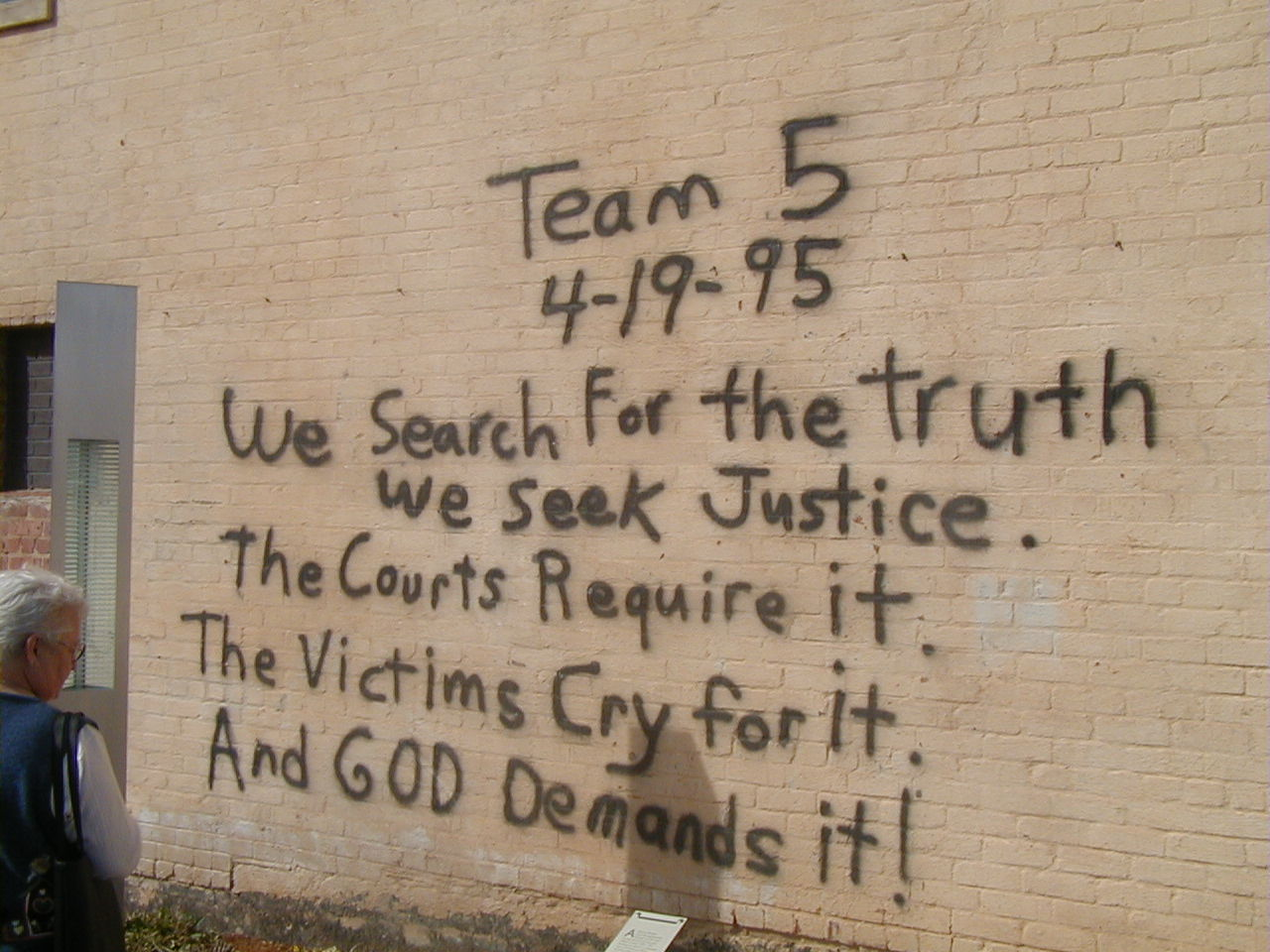
Надпись, сделанная спасательным отрядом номер 5: «Отряд 5 4-19-95 Мы ищем Истину Мы добиваемся Справедливости. Она нужна Судам. Жертвы взывают к ней. А Бог требует её!»

ФБР начало официальное следствие, ставшее известным как OKBOMB (буквально, «ОКБОМБА») под руководством специального агента Уэлдона Кеннеди.
Кеннеди руководил командой из 900 федеральных, штатных и городских представителей правоохранительных органов. Это была самая большая команда следователей со времён убийства Джона Ф. Кеннеди. Следствие OKBOMB стало самым большим уголовным делом в истории США до терактов 11 сентября: в ходе него агенты ФБР провели более 28 тысяч интервью, собрали 3,2 тонны физических
улик и проанализировали более 15 миллионов гостиничных и автотранспортных накладных. Также было проработано более 43 тысяч наводок и просмотрено более 682 тысяч авиабилетов.
Федеральный судья Ричард Пол Матч приказал перенести суд из Оклахома-Сити в Денвер, Колорадо, отметив, что подсудимые не смогут быть справедливо судимы в Оклахоме. Следствие привело к судам над Маквеем, Николсом и Фортье, слушания по которым проходили отдельно друг от друга.

### Тимоти Маквей
Суд над Тимоти Маквеем начался 24 апреля 1997 года. Федеральное правительство США представляла команда прокуроров во главе с Джозефом Харцлером. В своей вступительной речи Харцлер изложил мотивы Маквея и улики против него. По его словам, Маквей ненавидел правительство после прочтения «Дневников Тёрнера» со времён службы в армии. Его ненависть в дальнейшем усилилась из-за идеологической оппозиции движения ополчения, повышения налогов и принятия закона Брэйди (закон о проверке покупателей оружия), а потом стала ещё сильнее после осады Уэйко и событий в Руби Ридж. 137 допрошенных на суде свидетелей, включая Майкла и Лори Фортье и сестру Маквея, Дженнифер, подтвердили ненависть Маквея к правительству и его желание совершить оппозиционное военное действие. Чета Фортье рассказала о том, что Маквей планировал взорвать здание Марра. Майкл сказал, что знал о дате теракта, а Лори указала, что это она сделала для Маквея фальшивое водительское удостоверение.
Интересы Маквея представляла группа из шести защитников, ведомая адвокатом Стивеном Джонсом. Согласно профессору юриспруденции Дугласу Линдеру, Маквей хотел, чтобы Джонс представил дело как «необходимую самооборону», где Маквею угрожала «неизбежная опасность» от правительства, и взрыв был совершён для предотвращения преступлений, совершённых правительством, таких как Уэйко и Руби Ридж. Маквей утверждал, что «неизбежная» не означает «немедленная»: «Если комета направляется к Земле и миновала орбиту Плутона, это не является немедленной угрозой Земле, но это неизбежная угроза». Несмотря на желания Маквея, Джонс попытался дискредитировать обвинение, дабы внести резонное сомнение в дело. Джонс верил, что Маквей был частью большего заговора, и намеревался представить его как «козла отпущения». Однако Маквей не согласился с таким подходом к своей защите. После слушания судья Матч заключил, что улики, указывающие на большой заговор, слишком необоснованны для того, чтобы быть принятыми во внимание. В дополнение к утверждению, что теракт такого масштаба не мог быть выполнен двумя людьми, Джонс также попытался внести сомнение, указав, что никто не видел Маквея на месте преступления и то, что следствие длилось всего две недели.
В течение недели Джонс проинтервьюировал 25 свидетелей, включая доктора Фредерика Уайтхёрста. Несмотря на то, что Уайтхёрст охарактеризовал следствие ФБР и обращение с уликами как «небрежное», он не смог прямо указать на факты повреждения улик.
Ключевой точкой споров стала найденная после взрыва левая нога, не принадлежавшая ни одной из жертв. Изначально считалось, что она принадлежала мужчине, однако позже выяснилось, что это была нога Лакиши Леви, служащей ВВС США, погибшей во время взрыва. Гроб Леви пришлось вскрыть, чтобы заменить её ногой ту, что уже была похоронена с её останками. Эксгумированная нога была забальзамирована, после чего провести анализ ДНК было невозможно, равно как и определить её владельца. Защита высказала предположение, что неопознанная нога могла принадлежать настоящему террористу, который погиб во время взрыва. В частности, Джонс сказал, что нога вполне могла принадлежать Джону Доу № 2. Обвинение оспорило предположение, заявив, что нога могла принадлежать одной из восьми жертв, которые были похоронены без левой ноги.
Многочисленные утечки информации, судя по всему, исходившие из разговоров Маквея с адвокатами, всплыли в СМИ. В частности, выяснилось, что в руки прессы случайно попала компьютерная дискета, которая, по мнению Маквея, подорвала его шансы на проведение справедливого суда. Во время суда был установлен запрет на общение адвокатов с прессой касательно процесса, улик или мнений об исходе суда. Защите было разрешено включить в качестве улики шесть страниц из 517-страничного отчёта Министерства юстиции, критиковавшие ФБР и Дэвида Уильямса, одного из экспертов по взрывчатым веществам, за проведение необъективного следствия. Отчёт утверждал, что Уильямс подогнал факты под необъективный отчёт, а не использовал экспертные улики для формирования своего мнения.
Присяжные совещались в течение 23 часов. 2 июня 1997 года Маквей был признан виновным в 11 убийствах и заговоре. Несмотря на то, что защита просила пожизненного срока для своего подопечного, Маквей получил смертный приговор. В мае 2001 года ФБР заявило об удержании от защиты более, чем 3 тысяч документов по делу Маквея, в результате чего казнь была отложена на месяц для изучения документов защитой. 6 июня судья Матч постановил, что документы не доказывают невиновность Маквея, и приказал провести казнь.
После одобрения решения президентом Бушем (Маквей был федеральным заключённым и, согласно федеральному закону, президент должен был одобрить его казнь), Маквей был казнён путём смертельной инъекции в тюрьме в Тер Хот, Индиана, 11 июня 2001 года.
Казнь транслировалась по закрытому каналу, чтобы родственники жертв могли стать её свидетелями.
Казнь Маквея стала первой федеральной казнью за 38 лет.

### Терри Николс
Суд над Николсом проходил дважды. Сначала он был судим федеральным правительством в 1997 году и был признан виновным в заговоре с целью создания оружия массового уничтожения и восьми случаях непреднамеренного убийства федеральных работников. 4 июня 1998 года он был приговорён к пожизненному тюремному заключению без права пересмотра, но в 2000 году правительство штата Оклахома потребовало смертной казни Николса по обвинению в убийстве 161 человека (160 гражданских жертв и один эмбрион в утробе).
26 мая суд присяжных признал его вину по всем пунктам обвинения, однако зашёл в тупик насчёт того, что касается присуждения смертной казни. Председательствующий судья Стивен Тэйлор вынес наказание сроком в 161 последовательное пожизненное заключение без права пересмотра. В марте 2005 следователи ФБР по наводке информатора обыскали бывший дом Николса и в основании здания нашли тайник, упущенный во время ранних обысков, где обнаружили дополнительную взрывчатку. По состоянию на 2010 год Николс содержался в федеральной тюрьме ADX Florence.

### Майкл Фортье
Майкл и Лори Фортье считались сообщниками в силу своих знаний о готовящемся теракте и помощи в его подготовке. Майкл ассистировал Маквею в выборе цели, а Лори помогла Маквею закатать в пластик фальшивое водительское удостоверение, которое впоследствии использовалось для аренды грузовика. Майкл согласился дать показания против Маквея и Николса в обмен на уменьшенный срок для себя и иммунитет от преследования для своей жены. 27 мая 1998 года он был приговорён к 12 годам тюрьмы и штрафу в 75 тысяч долларов за то, что не проинформировал правительство об атаке. 20 января 2006 года Фортье был досрочно освобождён за примерное поведение и получил новое имя и документы по программе защиты свидетелей.

### Другие
Подозреваемый «Джон Доу № 2» так и не был идентифицирован. Также никаких заключительных решений не было вынесено по поводу найденной левой ноги, и правительство не расследовало в открытую причастность к теракту каких-либо других лиц. Хотя адвокаты Маквея и Николса выдвигали версии об участии других людей, судья Тэйлор не нашёл весомых, уместных или юридически допустимых доказательств, свидетельствовавших о непосредственном участии в подготовке и проведении теракта кого-то, кроме Маквея и Николса. Когда Маквея спросили о существовании других участников заговора, он ответил: «Ибо правда, что я взорвал здание Марра, не страшно ли то, что один человек мог вызвать такой ад?» В день казни Маквея было обнародовано его последнее письмо, в котором он написал: «Тем твердолобым теоретикам заговора, которые отказываются в это поверить, я меняюсь с ними ролями и говорю: покажите мне, где мне нужно было что-то ещё? Финансирование? Логистика? Специализированные технические знания? Ум? Стратегия? … Покажите мне, где мне требовался тёмный, таинственный „Мистер Икс“!»

## Последствия
До взрыва в Оклахоме самым кровавым терактом в истории США был взрыв борта 103 в 1988 году, в результате которого над Локерби, Шотландия, погибло 270 человек (189 из них были американцами). Взрыв в Оклахома-Сити стал самым смертоносным терактом на территории США и оставался таковым вплоть до 11 сентября 2001 г. Согласно подсчётам, порядка 387 тысяч человек в Оклахома-Сити (треть населения) знали кого-то из прямых жертв взрыва.
В течение 48 часов от момента теракта при помощи администрации общих служб (GSA) федеральные агентства, подвергшиеся нападению, сумели возобновить работу в других районах города. Согласно Марку Потоку, директору исследовательского проекта в южном центре прав бедных (Southern Poverty Law Center), в период с 1995 по 2005 гг. правоохранительными органами было предотвращено более 60 терактов на территории США благодаря мерам безопасности, установленным федеральным и штатными правительствами. Поток отметил, что количество ополченческих и других антиправительственных групп снизилось с 858 в 1996 году до 152 в 2004 году. Это снижение во многом стало результатом найма на работу ФБР дополнительных 500 агентов для расследований потенциальных внутренних терактов.

### Изменения в законодательстве
В свете теракта правительство США приняло несколько законопроектов, в частности, «Акт об антитерроризме и смертной казни 1996 г».
В ответ на вынесение суда за пределы штата Оклахома Биллом Клинтоном был подписан «Акт об уточнении обращения жертв 1997 г.», давший право жертвам теракта (и потенциальных будущих терактов) присутствовать во время слушаний и вносить влияющий на решение судьи вклад своими обращениями к тем или иным участникам процесса. Клинтон объяснил своё решение, сказав: «Когда кто-то является жертвой, он или она должны находиться в центре процесса правосудия, а не смотреть на него снаружи».
Сапёры, эксперты по безопасности и агенты ATF призвали Конгресс выработать законопроект, обязывающий покупателей предъявлять удостоверение личности при покупке нитрата аммония, а продавцов — вести учётные записи продаж. Критики противостояли предложению, утверждая, что фермерам требуется большое количество данного удобрения для законных целей, и ведение учёта продаж будет сизифовым трудом. По состоянию на 2009 год, только в двух из пятидесяти американских штатов (в Неваде и Южной Каролине) продавцы сельхозтоваров спрашивали у покупателей удостоверения при покупке удобрений.
В июне 1995 года Конгресс принял закон, требующий внедрение в производство динамита и других взрывчатых веществ химического компонента, позволяющего отследить производителя взрывчатки. В 2008 году корпорация Honeywell объявила о разработке удобрения на азотной основе, не взрывающегося в смеси с горючим веществом. В том же году в сотрудничестве с Министерством Национальной Безопасности компания начала разработку удобрения для коммерческого использования.

### Безопасность и конструкция здания

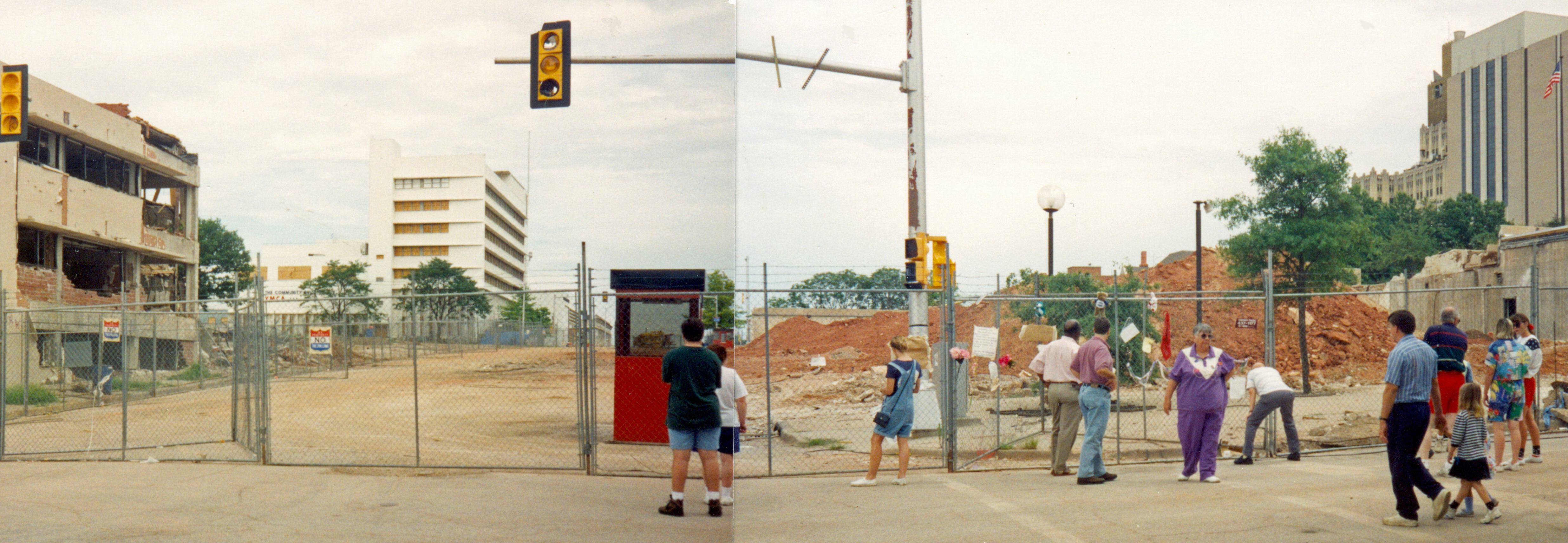
Место здания после его сноса, через три месяца после взрыва

В течение нескольких недель после взрыва правительство приказало оградить федеральные здания бетонными барьерами. Впоследствии временные барьеры были заменены на постоянные, более эстетичные и вкопанные глубоко в землю для большей устойчивости.
Более того, все новые федеральные здания должны строиться с барьерами, препятствующими проезду грузовиков. С тех пор стоимость улучшения охраны зданий превысила 600 миллионов долларов.
Здание Марра считалось настолько безопасным, что там был всего один охранник. В июне 1995 года GSA выпустило «Отчёт по оценке уязвимости федеральных комплексов», также известный как «Маршалский доклад», по результатам которого была проведена тщательная проверка более, чем 1300 федеральных зданий и выработана система классификации рисков. Федеральные здания были разделены на пять категорий безопасности от I уровня (минимальная необходимость охраны) до V (максимальная); постфактум здание Марра попало в категорию IV уровня. Среди 52 нововведений для улучшения безопасности были физические преграды (барьеры), видеонаблюдение, ограничение доступа в различные точки, укрепление внешней части здания и применение пластиковых стеклопакетов для снижения травматизма осколками стекла. Канал National Geographic выпустил документальный фильм Секунды до катастрофы, где было высказано предположение, что здание Марра, возможно, устояло бы, если бы было построено в соответствии с калифорнийским сводом правил, направленных на повышение устойчивости к землетрясениям.

### Дискуссии о природе несогласия
Многие, в том числе те, кто разделял точку зрения Маквея по отношению к правительству, сочли его действия контрпродуктивными. Большей частью критика была связана со смертью невинных детей, в связи с чем сами критики выказывали разочарование, что Маквей вместо взрыва не убил конкретных высокопоставленных чиновников. Маквей, на самом деле, обдумывал убийство генерального прокурора Джанет Рино и других государственных лиц вместо взрыва здания и позже сказал, что иногда думает, что лучше было бы устроить серию отдельных убийств. Известный американский писатель и политик Гор Видал в своём эссе «Значение Тимоти Маквея» назвал взрыв «актом войны», а журналист Пол Финкельман сравнил Маквея с аболиционистом Джоном Брауном.
Маквей считал, что взрыв принёс положительные результаты касательно правительственной политики. В качестве доказательств он указал мирное разрешение конфликта с радикальной организацией «Свободные люди Монтаны» в 1996 году, компенсацию Рэнди Уиверу и его детям в размере 3,1 миллиона долларов через четыре месяца после взрыва и официальные заявления Билла Клинтона в апреле 2000 года с сожалениями о штурме поместья «Ветви Давидовой». Маквей заявлял: «Когда хулигану раскровишь нос, и он знает, что получит ещё раз, он больше не вернётся».

### Теории заговора
Вокруг взрыва в Оклахома-Сити возникло множество теорий заговора. Самыми распространёнными являются следующие:
- Билл Клинтон знал о готовящемся теракте[212][213] и намеренно дал ему произойти.
- В здании была заложена дополнительная взрывчатка, что было осуществлено кем-то помимо Маквея[214].
- Правительство организовало взрыв, чтобы подставить Движение ополчения и протолкнуть жёсткий закон об антитерроризме, уготовив Маквею роль «козла отпущения»[212][213][215][216].

Эксперты оспорили данные теории, хотя некоторые из них были официально проверены правительством.

## Памяти жертв

### Национальный Мемориал Оклахома-Сити

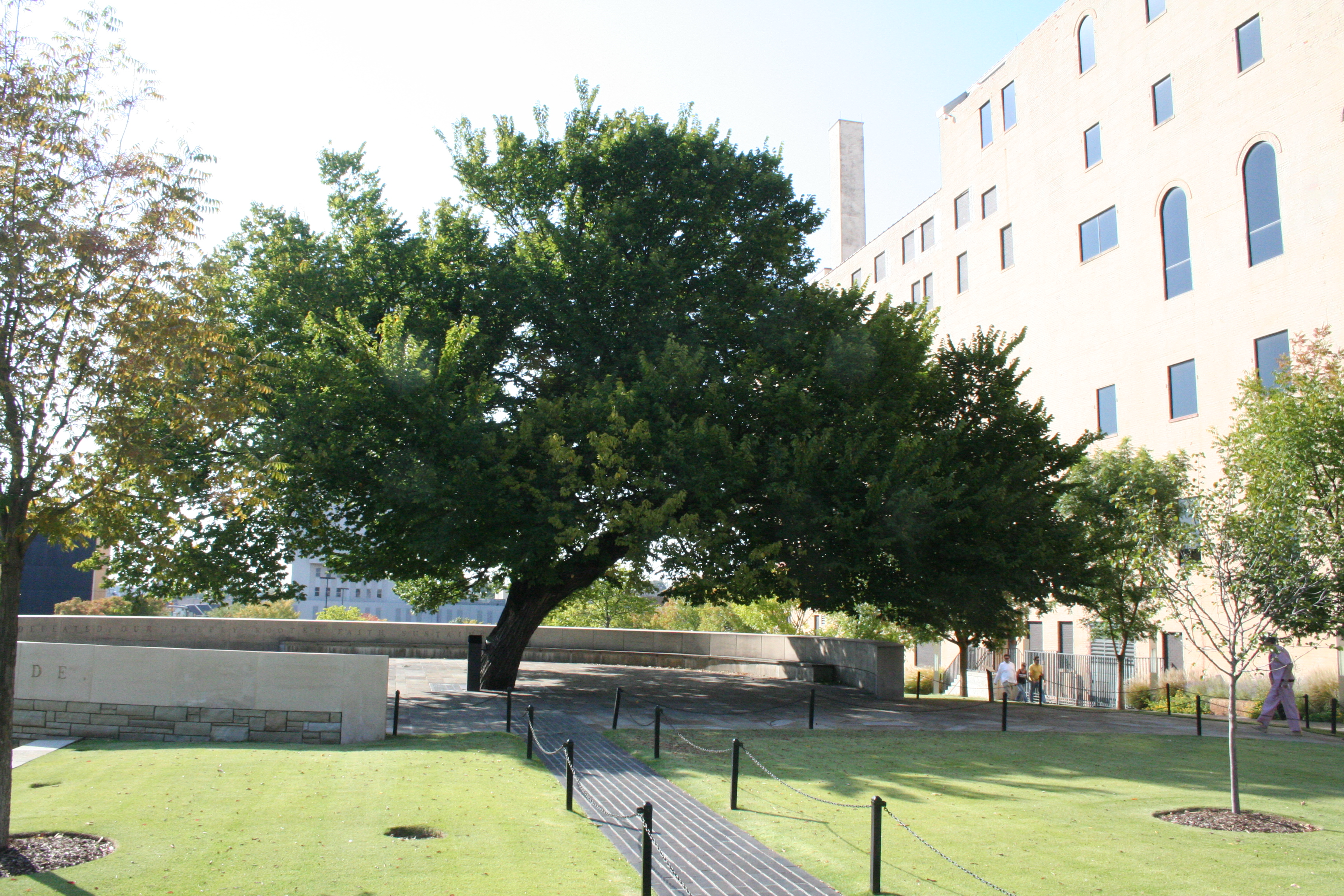
«Выжившее дерево», уцелевшее при теракте, стало символом мемориального центра.

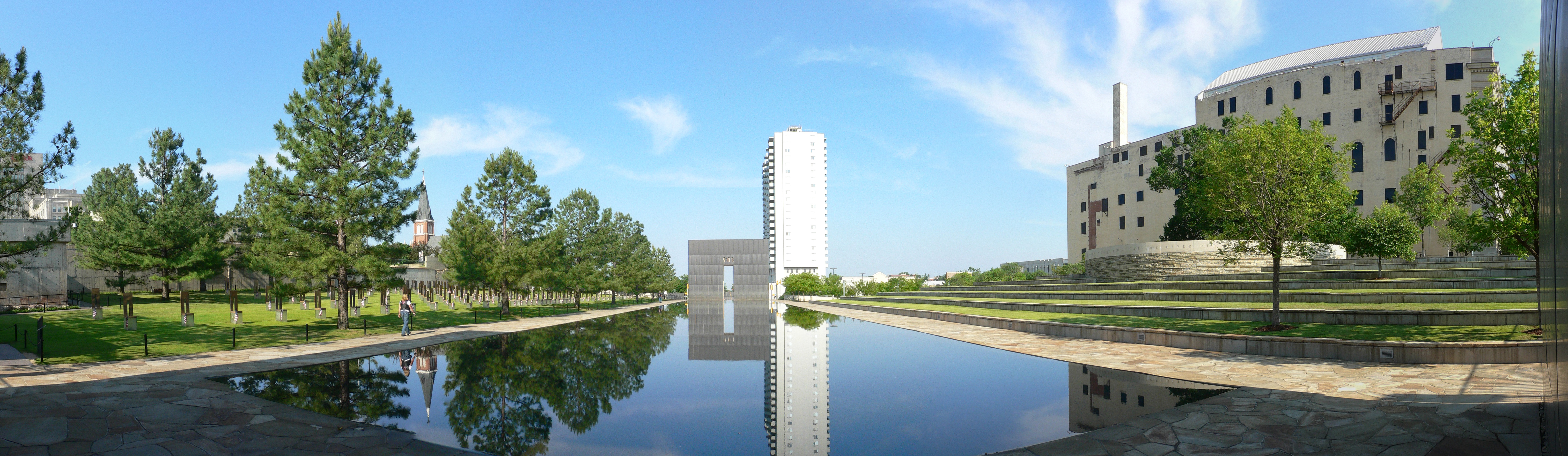
Панорама мемориального комплекса. Слева направо: символические стулья, Врата Времён, отражающий бассейн, Выжившее Дерево и здание Национального Музея Оклахома-Сити.

На протяжении двух лет после взрыва единственными памятниками погибшим были плюшевые игрушки, распятия, письма и другие личные вещи, оставленные тысячами людей возле забора, ограждавшего место, где стояло здание. Муниципалитет Оклахома-Сити получил множество предложений по созданию памятника, однако лишь в начале 1996 года был сформирован официальный комитет по планированию мемориала, состоявший из 350 человек. 1 июля 1997 года советом из 15 членов был единогласно выбран победитель из 624 проектов, предложенный архитекторами из Оклахома-Сити Гансом и Торри Батцерами и Свеном Бергом. Стоимость мемориального комплекса составила 29 миллионов долларов, поступивших из общественных и частных средств. Мемориал был открыт президентом Клинтоном 19 апреля 2000 года, ровно через пять лет после взрыва. За первый год существования его посетили 700 тысяч человек.
Музей состоит из двух больших ворот, на одном из которых выгравировано время 9:01, а на другом — 9:03, и отражающего бассейна между ними, символизирующего момент взрыва. В южной части мемориала расположено символическое кладбище из пустых бронзовых и каменных стульев, аранжированных в том порядке, в каком люди находились в здании в момент взрыва. Стулья символизируют пустые места за обеденными столами в семьях жертв. Детские стулья меньше взрослых стульев.
В северной части находится «Выжившее дерево», посаженное ещё при оригинальной застройке района и уцелевшее после взрыва и последовавших пожаров. Сохранена часть фундамента здания Марра, увидев которую, можно осознать мощность взрыва. Место взрыва частично огорожено цепью, вдоль которой за время существования памятника было положено более 800 тысяч персональных вещей памяти жертв. Все эти вещи были впоследствии собраны и теперь находятся в ведении Мемориального Фонда Оклахома-Сити, расположенного в западной части комплекса. Также в северной части находится Национальный Музей Оклахома-Сити, где в одном здании с ним также находится Национальный Институт по Предотвращению Терроризма, нейтральный мыслительный центр.

### Статуя Иисуса
Рядом с мемориалом расположена скульптура под названием «Иисус прослезился» (Ин. 11:35), воздвигнутая усилиями Старого Собора св. Иосифа, одной из старейших церквей города, которая была практически уничтожена взрывом. Несмотря на то, что статуя имеет прямое отношение к памятнику жертвам, она не является частью мемориального комплекса. В ноябре 2003 года статуя подверглась осквернению: неизвестные вандалы бросили в неё несколько камней, в результате чего был отломлен палец руки, закрывающей лицо Иисуса, и частично повреждена нога. Для предотвращения подобных актов в будущем в разных районах комплекса были установлены камеры наблюдения.

### Мемориальные службы
Ежегодно возле памятника проходят мемориальные службы памяти жертв. Также проводится марафон, средства от которого идут в помощь выжившим при взрыве. В десятую годовщину теракта город провёл серию мероприятий, длившуюся 24 дня, включая получившую известность «Национальную Неделю Надежды» с 17 по 24 апреля 2005 года. Как и в предыдущие годы, церемония началась в 9:02 (момент взрыва) с минуты молчания, длившейся 168 секунд (по количеству погибших). Церемонию почтили присутствием вице-президент Дик Чейни, бывший президент Клинтон, губернатор Оклахомы Брэд Генри, губернатор Оклахомы на момент взрыва Фрэнк Китинг и другие политики. В своих речах они подчёркивали, что «добро победило зло». То же в своих речах говорили родственники жертв. Тогдашний президент Джордж Буш-младший не смог посетить церемонию, так как направлялся в Спрингфилд, Иллинойс, для открытия Президентской Библиотеки и Музея Авраама Линкольна, однако, отметил в одном из письменных обращений, что «для выживших и для семей погибших боль осталась».

## В массовой культуре
- В 1999 году киностудией «Lakeshore Entertainment» был снят фильм «Дорога на Арлингтон» с участием Джеффа Бриджеса и Тима Роббинса.

Главный герой — Майкл Фарадей (Бриджес), профессор университета Джорджа Вашингтона, читающий лекции о терроризме в США. В качестве примеров Фарадей концентрируется на «взрыве в Сент-Луисе» (слабо завуалированный теракт в Оклахома-Сити), согласно официальной версии, осуществлённом террористом-одиночкой Скоби, и осаде Руби Ридж.
Будучи втянутым в роковую цепь событий, предшествующих взрыву здания ФБР в Вашингтоне, Фарадей невольно становится соучастником, лишь в последнюю секунду осознавая уготованную ему роль. Погибая в результате взрыва, Фарадей объявляется средствами массовой информации главным виновником теракта, так как все улики указывают на него. Истинный же заговорщик (Роббинс) остаётся безнаказанным, тем самым давая зрителю понять, что Скоби также был непричастен к взрыву в Сент-Луисе. В фильме использованы документальные кадры съёмок после теракта в Оклахома-Сити.
- Документальный фильм «The Bomb in Oklahoma City» (Бомба в Оклахома-Сити) телеканала National Geographic Channel в серии «Секунды до катастрофы». Снят в 2004 году.
- Документальный фильм «A Noble Lie: Oklahoma City 1995» (Ложь во благо: теракт в Оклахома-сити в 1995) студии производства Free Mind Films. Снят в 2011 году.
- Художественный фильм «McVeigh» Маквей , снят в 2024 году. CinemaWerks, Rouge Wave Pictures, Symbolic Exchange. Продолжительность - 01:29:47. В ролях: Алфи Аллен, Бретт Гельман, Эшли Бенсон, Энтони Кэрриган, Трэйси Леттс, Марк Энджел, Джуди Маккуин Бауэр, Трэйси Бедфорд, Грэйсон Берри, Фиона Доменика